# Az Európai Unióról szóló szerződés
Az Európai Unióról szóló szerződés (EUSZ) az Európai Unió működéséről szóló szerződéssel (EUMSZ) együtt az Európai Unió alapszerződése.
Míg az EUSZ írja le az EU értékeit (2. cikk), intézményeit (Európai Parlament, Európai Tanács, Tanács, Európai Bizottság, Bíróság, Európai Központi Bank, Európai Számvevőszék, 13-19. cikk), a tagállamok egy része által kialakított megerősített együttműködést (20. cikk), a külső tevékenységeket, az EUMSZ tartalmazza a szakpolitikákat.

## Fordítás
- Ez a szócikk részben vagy egészben  a   Treaty on European Union című angol Wikipédia-szócikk fordításán alapul.  Az eredeti cikk szerkesztőit annak laptörténete sorolja fel. Ez a jelzés csupán a megfogalmazás eredetét és a szerzői jogokat jelzi, nem szolgál a cikkben szereplő információk forrásmegjelöléseként.